# Кампогалијано
Кампогалијано је насеље у Италији у округу Модена, региону Емилија-Ромања.
Према процени из 2011. у насељу је живело 6234 становника. Насеље се налази на надморској висини од 41 м.

## Становништво
| 1951. | 1961. | 1971. | 1981. | 1991. | 2001. | 2011. |
| ----- | ----- | ----- | ----- | ----- | ----- | ----- |
| 6.318 | 5.582 | 5.223 | 6.005 | 6.784 | 7.762 | 8.514 |